# 遠藤正
遠藤 正（えんどう ただし、1941年9月2日 - 2007年9月13日）は、日本の東京都出身のヌード中心の写真家。代表作は「PICK UP BABE アメリカ育ち」（竹書房）。

## 経歴
- 1941年9月2日 - 東京に生まれる。
- 1966年 - 桑沢デザイン研究所・写真科卒業。
- 1970年 - 渡米し、ニューヨークに滞在。GIL建築写真スタジオに勤務。
- 1972年 - 映画製作会社「チェイン・リ・アクション」設立。ニューヨーク・タイムズと、ハーパース・マガジン社のフリーランスカメラマンとなる。米国永住権を取得。
- 1974年 - 写真展「サムシング・サムボディ」（キヤノンサロン）開催。その後、再渡米。
- 1976年 - 完全帰国。朝日ジャーナル「京のちゃーと」（京都大学吉田光邦教授執筆の連載）グラビアを担当。連載後、朝日新聞出版部より、単行本として出版。
- 1977年 - 「京都現代の映像展」に「スカイ・スクレイパー」（16mm＋ミラー）を出品。
- 1979年 - アメリカのCG制作会社、ミッド・モーション・ピクチャー社にて、日本サイド・クリエイティブ・ディレクターを担当する。
- 1985年 - 個展「艮（ウシトラ）」（銀座ギャラリー・ヴィヴァン）開催。ニューヨーク・アート・エキスポ展に出品。茨城県江戸崎町高田に、映像スタジオ「WEEKEND・STUDIO」を設立する。
- 1986年 - 「ロバート・ロンゴ」展（ワコール・スパイラル）開催。
- 1987年 - 「アーミタージュ☆デビット・サーレ」スパイラル展開催。
- 1990年 - ユニセフ国際識字キャンペーンにおいて、読売新聞特派員を務め、ベトナム・タイ・バングラデシュにて、ボランティア活動を行う。
- 1996年2月 - インターネット・ジャパン、ニフティサーブと契約。映像ステーション「マップ」を開局。同時に、マルチメディア会社「スタジオマップ」を設立し、クリエイティブ・ディレクター取締役専務に就任する。
- 1997年2月 - スタジオマップと日建レンタコム、プロバイダー設立にともない、サーバー業務を開設。同年、株式会社D&Dのクリエイティブディレクターを担当。顧問を務める。また、スタジオ・マップを依願退職。
- 1999年 - 中学校絵画教科書（光村図書出版）に掲載。
- 2007年9月13日 - 永眠。

## 作品

### 写真集
- SAY・少女（1980年、竹書房）
- アート・ワーク（1981年、パルコ出版）
朝倉摂による舞台美術の写真集。
- マノン（烏丸せつこ、1981年、幻燈社）
同名映画（烏丸せつこ・佐藤浩市主演）の映画写真集。
- ノルマンディー（山本ゆかり、1982年、集英社）
- 香港（畑中葉子、1983年、集英社）
- 豊田真子（1984年、池田書店）
- 美伽マドカ（1984年、池田書店）
- 四畳半の女（1984年、池田書店）
- 遠藤正作品集（1985年、集英社）
- 田中美佐子（1987年、講談社）
- 鳳琳（1989年、講談社第一出版センター／鳳琳C・C）
- 柏原芳恵（1989年、近代映画社）
- 日時計 - 遠藤正迫熱写真集（1991年、竹書房）
写真家生活20周年記念。20万部発売。
- キール・ロワイヤル（島田陽子、1992年、竹書房）
パリ、京都で撮影。50万部発売。
- オーチンハラショ（1992年、竹書房）
解放されたばかりのロシア・モスクワ、ウクライナで撮影。
- 遠藤正 NUDE 写真集（1992年、豪華本、竹書房）
- ワンジーナ（山本リンダ、1993年、竹書房）
オーストラリア、東京で撮影。15万部発売。
- YOHKO（島田陽子、1993年、豪華本、竹書房）
- ヒナノ（小野由美、1994年、竹書房）
タヒチで撮影。
- マイ・シークレット・ビーチ（工藤史乃、1995年、スコラ）
ハワイで撮影。
- 川崎愛（1996年、音楽専科社） - 監修
サイパンで撮影。
- 女生徒（太宰治没後50周年記念、1998年） - 企画
- 伊豆の踊り子（川端康成生誕100周年記念、1998年） - 企画
- 「せがわきり」世紀末のTOKYO（1998年） - 企画
- 女優視姦（写真家生活30周年記念、2000年、モッツ出版）

### 書籍
- 遠藤正カレンダー・マガジン（1984年、マガジンハウス）
- キャメラマン一代 - 私の映画人生60年（1985年、PHP研究所）
宮川一夫（映画カメラマン）の半生記。
- 森の掟（画集、1989年、扶桑社）
田名網敬一の作品を撮影。

### 映画
- 薔薇の葬列（1968年、ピーター主演、松本俊夫監督） - 特殊効果、スチール
ドイツ「Q」マガジン表紙、週刊朝日グラビア掲載。
- 無頼漢（1968年、仲代達矢・岩下志麻主演、篠田正浩監督） - スチール
- ラスト・オブ・アーチスト（1971年） - 製作・撮影
ネオ・ダダイスト篠原牛男のドキュメンタリー映画。CBSカメラ3番組にて放映され、ニューヨーク・タイムズから絶賛される。ジャパン・ソサイエティオープニング記念上映。
- トミー・ザ・フー（1973年） - 製作・撮影
アニメーション・ロックオペラ作品。ニューヨーク・フィルム・フェスティバル入賞。
- アンヌ（1973年） - 製作・脚本・監督・撮影・録音・編集
東京都美術館オープニング記念上映。
- ロック・スミス（1974年、白黒） - 製作・撮影
マンハッタンでのオールロケーション。
- ラブレター（1981年、関根恵子・中村加津男主演） - 宣伝スチール
- ザ・レイプ（1982年、田中裕子主演） - 宣伝スチール
- ジェラシー・ゲーム（1982年、夏木陽介主演） - 宣伝スチール
- セカンド・ラブ（1983年、小林薫・大原麗子主演） - 宣伝スチール
- 瀬戸内少年野球団（1983年） - 宣伝スチール
- 郷ひろみ・アリュージョン（1985年、篠田正浩監督作品） - VTR撮影監督
- 槍の権三（1986年） - 宣伝スチール
- F式・夏 喜捨とゲンの恋（1997年） - 脚本
- 神名日（1997年） - 脚本
- ハワイアン5世 ヒナノ（1999年） - 原作

### テレビ
- アメリカの禅（1975年、日本テレビ） - 脚本・監督・撮影
- 美加マドカ（1984年、テレビ東京） - 製作
ドキュメンタリー番組、視聴率17.5%。
- 富士ゼロックス TV-CF 「カーリン・バセット」（1987年） - 撮影
- 花王 TV-CF 「ソレア」（1988年）
- 台湾・カネボウ TV-CF 「チェリー・チェン」（1988年）
- 台湾・カネボウ TV-CF （1989年）

### その他
- スパイ物語（1968年、別役実作、常田富士男主演） - 舞台美術、スチール
- EXPO'70 テキスタイル・パビリオン（1969年） - SP-AKO映像製作
- フリテン君 中国へ（ドキュメンタリー、1981年） - 撮影・監督
- 映像起源（VTR作品、1982年）
イメージ・フォーラム展出品作品。
- おんなの里（VTR作品、1984年） - 製作・監督
- 素肌の真子（VTR作品、1984年） - 製作・監督
- ローラ・ボー カレンダー（1987年・1988年、ゴルフダイジェスト社）
- 宝生桜子 カレンダー（1987年、日建）
- ザ・会員権（1988年、ゴルフダイジェスト社） - 連載
- 藤田芳子 カレンダー（1988年、杉本）
- フランス・ルノー 広告「ルノー・サンクス」（1988年）
- エイボン・プロダクツ 広告（1988年・1989年）
- NTT 広告（1988年・1989年）
- 柏原芳恵（VTR作品、1989年、天田企画）
- 京都未生流沖縄水中生花イベント（華道、1990年） - 撮影
- HOT WINDO（韓国男性誌、1990年） - 創刊企画・取材
- HaRe（1990年 - 1991年、ゴルフダイジェスト社） - 連載
- 田中美奈子 カレンダー（1990年）
- 杉良太郎 ポスター（1990年）
- 園芸マニア（1991年、三心堂） - 連載
- カデット（1991年、講談社） - 連載
- 九州石油 広告（1991年）
- 横河電機 広告（1991年）
- クラブファースト 広告（1991年）
- 石川島播磨重工 入社案内（1991年）
- エルオム（フランス男性誌、グラビア、1992年）
屋久島での撮影。
- セブンシーズ「スコットランド特集」（1992年、アルク出版）
- 日建レンタコム「日建リース」（カレンダー、1992年）
- チャイニーズ・ドラゴン（1994年、中国新聞）創刊企画・取材
訪中し、北京大会議場へ取材。
- オーチンハラショ（CD-ROM、1994年、竹書房）
- ピックアップ・ベイブ（ムック、1995年、竹書房）
アリゾナ・ニューオーリンズ、ロサンゼルス、マリブで撮影。
- マイ・シークレット・ビーチ（工藤史乃、1997年、CD-ROM）
- 川崎愛（VTR作品、1997年、英知出版） - 演出
- BODY（グラビア、1997年）
- カシャ!（グラビア、1997年）
- フライデー（風俗連載・グラビア、1998年・1999年）
- 毎日新聞日曜版・朝倉摂舞台美術（1999年）